# Onde di Love
In elastodinamica, le Onde di Love sono onde di taglio essenzialmente polarizzate orizzontalmente (onde SH) guidate da uno strato elastico, il quale è "saldato" a uno spazio semielastico su un lato delimitando un vuoto nell'altro lato. In sismologia, le onde di Love (anche dette onde Q (Quer: in tedesco laterale, di traverso)) sono onde sismiche superficiali che causano uno spostamento orizzontale della terra durante un terremoto. Augustus Edward Hough Love previde l'esistenza delle onde di Love matematicamente nel 1911; il nome viene dal capitolo 11° del suo libro Love "Alcuni problemi di geodinamica" (prima edizione nel 1911). Esse formano una classe distinta, differente da altri tipi di onde sismiche, come le onde P e le onde S (entrambi onde di corpo), o onde di Rayleigh (un altro tipo di onde superficiali). Le onde di Love viaggiano con una velocità più lenta delle onde P o S, ma più veloci delle onde di Rayleigh.

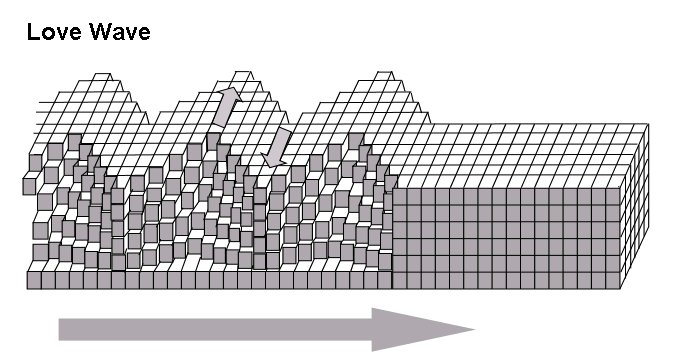
Come funzionano le onde di Love

## Descrizione
Il moto della particella di una onda di Love forma una linea orizzontale perpendicolare alla direzione di propagazione. Muovendo più in profondità nel materiale, il moto può diminuire a un "nodo" e dunque alternativamente aumentare e diminuire così come si vengono ad esaminare gli strati più profondi di particelle. L'ampiezza, o il moto di particelle massimo, spesso decresce rapidamente con la profondità.
Poiché le onde di Love viaggiano sulla superficie della terra, la forza (o ampiezza) delle onde decresce esponenzialmente con la profondità di un terremoto. Comunque, portate al confinamento della oddio superficie, la loro ampiezza decade solo come {\displaystyle {\frac {1}{\sqrt {r}}}}, dove {\displaystyle r} rappresenta la distanza che l'onda ha viaggiato dal terremoto. Le onde superficiali dunque decadono molto lentamente con la distanza di quanto lo facciano le onde di corpo, le quali viaggiano in tre dimensioni. I grandi terremoti possono generare onde di Love che viaggiano attorno alla Terra molte volte prima di dissiparsi.
Le onde di Love richiedono un lungo tempo per dissiparsi dovuto all'enorme quantità di energia che contengono. Per questa ragione, esse sono le più distruttive dentro l'area vicina all'ipocentro o epicentro di un terremoto. Esse sono ciò che la maggior parte della gente sente direttamente durante un terremoto.
In passato, si è spesso pensato che animali come gatti e cani avessero potuto presentire un terremoto prima che accadesse. Ad ogni modo, essi sono semplicemente molto più sensibili alle vibrazioni del suolo di quanto lo siano gli esseri umani e capaci dunque di rilevare le più impercettibili onde che precedono le onde di Love, come le onde P e le onde S.
Le onde di Love presentano caratteristiche simili alle Onde di Rayleigh, la cui principale caratteristica è la dispersività. Pertanto, possono essere trattate in maniera analoga alle onde di Rayleigh, ovvero come un problema inverso. Ciò che si ottiene è un modello di velocità delle onde di taglio.